# Пандемія коронавірусної хвороби 2019
Пандемія коронавірусної хвороби 2019 спричинена SARS-CoV-2. Спалах захворювання розпочався у грудні 2019 року у м. Ухань, Хубей, КНР, та визнаний ВООЗ пандемією 11 березня 2020 року. 5 травня 2023 року ВООЗ повідомила, що коронавірусна хвороба 2019 більше не є глобальною надзвичайною ситуацією в області суспільного здоров'я міжнародного значення, але продовжила вважати, що пандемія ще не закінчилася. Комітет з перегляду ММСП-2005, який буде створено, розробить довгострокові постійні рекомендації для країн щодо того, як на постійній основі боротися з коронавірусною хворобою 2019. За час пандемії по світу захворіло 687,69 млн людей. Понад 6,8 млн померли. Одужали 660 млн.
13 липня 2020 року голова Всесвітньої організації охорони здоров'я Тедрос Адан Гебрейесус назвав чотири основні сценарії поширення коронавірусу в різних регіонах світу: перший сценарій реалізувався в країнах, які були попереджені та обізнані про спалах хвороби — в результаті їм вдалося уникнути великих спалахів (деякі країни Південно-Східної Азії, Карибського басейну, Африки та Тихоокеанського регіону), другий сценарій спостерігався в багатьох країнах Європи (масштабні спалахи захворювання, проте їх вдалося взяти під контроль завдяки сильному керівництву), третій сценарій розвертався в країнах, яким вдалося подолати перший пік спалаху хвороби, проте вони послабили обмеження і тепер змушені боротися з новою хвилею захворювання (глава ВООЗ не навів приклади), четвертий сценарій — фаза інтенсивної передачі інфекції (Америка, Південна Азія і кілька країн Африки).
Вірус передається переважно під час близьких контактів і повітряно-крапельно, коли людина кашляє або чхає. Людина може заразитися, доторкнувшись до зараженої поверхні (дверної ручки, стола), а потім до обличчя (очі, ніс, рот). Найбільш заразною є людина із симптомами, але можливе й зараження від людини без симптомів. Проміжок часу між моментом зараження і появою перших симптомів, як правило, складає 5 днів, але може бути від 2 до 14 днів. Серед поширених симптомів — гарячка, кашель, задишка. Ускладнення можуть включати запалення легень і гострий респіраторний дистрес-синдром.
На початку 2020 року проти хвороби не існувало вакцини та специфічних противірусних препаратів. Первинне лікування — симптоматичне й підтримувальне. Важливими для профілактики є миття рук із милом, прикривання рота при кашлі, соціальне дистанціювання, а також нагляд і самоізоляція для людей, що підозрюють зараження.
Заходи із запобігання поширення вірусу включають обмеження подорожей, карантин, комендантську годину, контроль ризику на робочому місці, відтермінування або скасування подій, закриття деяких об'єктів. Серед інших заходів: сувора ізоляція у Хубеї, національний або регіональний карантин в інших країнах, комендантська година в КНР і Південній Кореї, закриття кордонів та обмеження в'їзду пасажирів, перевірка в аеропортах та вокзалах, заборона на виїзд пасажирів. Усі навчальні заклади закрили на національному або місцевому рівні в понад 124 країнах, що вплинуло на понад 1,2 млрд студентів.
Із кінця 2020-початку 2021 року почалася масова вакцинація населення.
Станом на серпень 2021 року частина країн Заходу вакцинувала більшість своїх жителів. Так ЄС вакцинував 70 % населення, Ізраїль 85 %, Сейшельські острови 80 %, США — більше половини.
Пандемія призвела до серйозних глобальних соціально-економічних наслідків, відтермінування чи скасування спортивних, релігійних та культурних подій та поширення побоювань дефіциту постачань різних товарів та продуктів, що в певних регіонах спричинили панічні покупки. Дезінформація та теорії змови про вірус поширювались інтернетом. У низці країн спалахнули протести та спостерігалися випадки ксенофобії і расизму проти китайців та інших жителів Східної та Південно-Східної Азії.
На початку грудня 2024 року, очолюваний республіканцями комітет Палати представників США, який досліджує широкі аспекти пандемії Covid-19 та її наслідків, представив свій остаточний звіт.

## Епідеміологічні особливості
|                                                     | Світ                                                | 777 593 567 | 7 089 976 |
| Європейський Союз                                   | Європейський Союз                                   | 186 539 695 | 1 267 752 |
| США                                                 | Сполучені Штати Америки                             | 103 436 829 | 1 219 038 |
| КНР                                                 | Китайська Народна Республіка                        | 99 381 761  | 122 398   |
| Індія                                               | Індія                                               | 45 044 607  | 533 662   |
| Франція                                             | Франція                                             | 39 015 400  | 168 158   |
| Німеччина                                           | Німеччина                                           | 38 437 860  | 174 979   |
| Бразилія                                            | Бразилія                                            | 37 663 684  | 702 185   |
| Південна Корея                                      | Південна Корея                                      | 34 571 873  | 35 934    |
| Японія                                              | Японія                                              | 33 803 572  | 74 694    |
| Італія                                              | Італія                                              | 26 966 176  | 198 320   |
| Велика Британія                                     | Велика Британія                                     | 25 033 577  | 232 112   |
| Росія                                               | Росія                                               | 24 892 959  | 404 255   |
| Туреччина                                           | Туреччина                                           | 17 004 713  | 101 419   |
| Іспанія                                             | Іспанія                                             | 13 980 340  | 121 852   |
| Австралія                                           | Австралія                                           | 11 861 161  | 25 236    |
| В'єтнам                                             | В'єтнам                                             | 11 624 000  | 43 206    |
| Аргентина                                           | Аргентина                                           | 10 111 371  | 130 744   |
| Тайвань                                             | Тайвань                                             | 9 970 937   | 17 672    |
| Нідерланди                                          | Нідерланди                                          | 8 649 887   | 22 986    |
| Іран                                                | Іран                                                | 7 627 863   | 146 837   |
| Мексика                                             | Мексика                                             | 7 622 513   | 334 818   |
| Індонезія                                           | Індонезія                                           | 6 830 212   | 162 059   |
| Польща                                              | Польща                                              | 6 775 859   | 120 976   |
| Колумбія                                            | Колумбія                                            | 6 395 784   | 142 738   |
| Австрія                                             | Австрія                                             | 6 083 104   | 22 534    |
| Греція                                              | Греція                                              | 5 764 124   | 40 035    |
| Португалія                                          | Португалія                                          | 5 671 277   | 29 123    |
| Україна                                             | Україна                                             | 5 542 711   | 109 925   |
| Чилі                                                | Чилі                                                | 5 410 076   | 64 497    |
| Малайзія                                            | Малайзія                                            | 5 329 836   | 37 351    |
| Бельгія                                             | Бельгія                                             | 4 894 648   | 34 339    |
| Ізраїль                                             | Ізраїль                                             | 4 841 558   | 12 707    |
| Чехія                                               | Чехія                                               | 4 828 163   | 43 807    |
| Канада                                              | Канада                                              | 4 819 055   | 55 282    |
| Таїланд                                             | Таїланд                                             | 4 810 338   | 34 743    |
| Перу                                                | Перу                                                | 4 528 708   | 220 994   |
| Швейцарія                                           | Швейцарія                                           | 4 477 566   | 14 170    |
| Філіппіни                                           | Філіппіни                                           | 4 173 631   | 66 864    |
| ПАР                                                 | Південна Африка                                     | 4 072 930   | 102 595   |
| Румунія                                             | Румунія                                             | 3 568 500   | 68 961    |
| Данія                                               | Данія                                               | 3 446 789   | 10 012    |
| Сінгапур                                            | Сінгапур                                            | 3 006 155   | 2 024     |
| Гонконг                                             | Гонконг                                             | 2 876 106   | 13 466    |
| Швеція                                              | Швеція                                              | 2 774 200   | 28 670    |
| Нова Зеландія                                       | Нова Зеландія                                       | 2 668 236   | 4 538     |
| Сербія                                              | Сербія                                              | 2 567 965   | 18 057    |
| Ірак                                                | Ірак                                                | 2 465 545   | 25 375    |
| Угорщина                                            | Угорщина                                            | 2 237 918   | 49 124    |
| Бангладеш                                           | Бангладеш                                           | 2 051 593   | 29 499    |
| Словаччина                                          | Словаччина                                          | 1 885 865   | 21 280    |
| Грузія                                              | Грузія                                              | 1 864 383   | 17 151    |
| Ірландія                                            | Ірландія                                            | 1 753 182   | 9 935     |
| Йорданія                                            | Йорданія                                            | 1 746 997   | 14 122    |
| Пакистан                                            | Пакистан                                            | 1 580 631   | 30 656    |
| Норвегія                                            | Норвегія                                            | 1 535 302   | 5 732     |
| Казахстан                                           | Казахстан                                           | 1 504 370   | 19 072    |
| Фінляндія                                           | Фінляндія                                           | 1 499 712   | 11 466    |
| Литва                                               | Литва                                               | 1 423 002   | 9 880     |
| Словенія                                            | Словенія                                            | 1 363 038   | 9 914     |
| Хорватія                                            | Хорватія                                            | 1 356 315   | 18 784    |
| Болгарія                                            | Болгарія                                            | 1 338 385   | 38 765    |
| Марокко                                             | Марокко                                             | 1 279 115   | 16 305    |
| Пуерто-Рико                                         | Пуерто-Ріко                                         | 1 252 713   | 5 938     |
| Гватемала                                           | Гватемала                                           | 1 250 802   | 20 203    |
| Ліван                                               | Ліван                                               | 1 239 904   | 10 947    |
| Коста-Рика                                          | Коста-Рика                                          | 1 236 155   | 9 374     |
| Болівія                                             | Болівія                                             | 1 212 156   | 22 387    |
| Туніс                                               | Туніс                                               | 1 153 361   | 29 423    |
| Куба                                                | Куба                                                | 1 113 662   | 8 530     |
| Еквадор                                             | Еквадор                                             | 1 080 189   | 36 056    |
| ОАЕ                                                 | Об'єднані Арабські Емірати                          | 1 067 030   | 2 349     |
| Панама                                              | Панама                                              | 1 045 165   | 8 775     |
| Уругвай                                             | Уругвай                                             | 1 042 724   | 7 694     |
| Монголія                                            | Монголія                                            | 1 011 489   | 2 136     |
| Непал                                               | Непал                                               | 1 003 450   | 12 031    |
| Білорусь                                            | Білорусь                                            | 994 048     | 7 118     |
| Латвія                                              | Латвія                                              | 977 765     | 7 475     |
| Саудівська Аравія                                   | Саудівська Аравія                                   | 841 469     | 9 646     |
| Азербайджан                                         | Азербайджан                                         | 836 508     | 10 353    |
| Парагвай                                            | Парагвай                                            | 735 759     | 19 880    |
| Кіпр                                                | Кіпр                                                | 712 791     | 1 364     |
| Палестинська держава                                | Палестинська держава                                | 703 228     | 5 708     |
| Бахрейн                                             | Бахрейн                                             | 696 614     | 1 536     |
| Шрі-Ланка                                           | Шрі-Ланка                                           | 672 812     | 16 907    |
| Кувейт                                              | Кувейт                                              | 667 290     | 2 570     |
| Домініканська Республіка                            | Домініканська Республіка                            | 661 103     | 4 384     |
| Молдова                                             | Молдова                                             | 650 934     | 12 283    |
| М'янма                                              | М'янма                                              | 643 241     | 19 494    |
| Естонія                                             | Естонія                                             | 614 367     | 2 998     |
| Венесуела                                           | Венесуела                                           | 552 729     | 5 856     |
| Єгипет                                              | Єгипет                                              | 516 023     | 24 830    |
| Катар                                               | Катар                                               | 514 524     | 690       |
| Лівія                                               | Лівія                                               | 507 269     | 6 437     |
| Ефіопія                                             | Ефіопія                                             | 501 304     | 7 574     |
| Реюньйон                                            | Реюньйон                                            | 494 595     | 921       |
| Гондурас                                            | Гондурас                                            | 472 911     | 11 114    |
| Вірменія                                            | Вірменія                                            | 454 055     | 8 784     |
| Боснія і Герцеговина                                | Боснія і Герцеговина                                | 404 142     | 16 404    |
| Оман                                                | Оман                                                | 399 449     | 4 628     |
| Люксембург                                          | Люксембург                                          | 397 406     | 1 000     |
| Північна Македонія                                  | Північна Македонія                                  | 352 093     | 9 991     |
| Бруней                                              | Бруней                                              | 350 550     | 182       |
| Замбія                                              | Замбія                                              | 349 892     | 4 078     |
| Кенія                                               | Кенія                                               | 344 131     | 5 689     |
| Албанія                                             | Албанія                                             | 337 196     | 3 608     |
| Маврикій                                            | Маврикій                                            | 332 011     | 1 074     |
| Ботсвана                                            | Ботсвана                                            | 330 699     | 2 801     |
| Косово                                              | Косово                                              | 274 279     | 3 212     |
| Алжир                                               | Алжир                                               | 272 226     | 6 881     |
| Нігерія                                             | Нігерія                                             | 267 197     | 3 155     |
| Зімбабве                                            | Зімбабве                                            | 266 410     | 5 740     |
| Чорногорія                                          | Чорногорія                                          | 251 280     | 2 654     |
| Афганістан                                          | Афганістан                                          | 235 214     | 7 998     |
| Мозамбік                                            | Мозамбік                                            | 233 904     | 2 252     |
| Мартиніка                                           | Мартиніка                                           | 230 354     | 1 104     |
| Лаос                                                | Лаос                                                | 219 060     | 671       |
| Ісландія                                            | Ісландія                                            | 210 767     | 186       |
| Гваделупа                                           | Гваделупа                                           | 203 235     | 1 021     |
| Сальвадор                                           | Сальвадор                                           | 201 991     | 4 230     |
| Тринідад і Тобаго                                   | Тринідад і Тобаго                                   | 191 496     | 4 390     |
| Мальдіви                                            | Мальдіви                                            | 186 694     | 316       |
| Узбекистан                                          | Узбекистан                                          | 175 082     | 1 016     |
| Намібія                                             | Намібія                                             | 172 556     | 4 110     |
| Гана                                                | Гана                                                | 172 336     | 1 463     |
| Уганда                                              | Уганда                                              | 172 163     | 3 632     |
| Ямайка                                              | Ямайка                                              | 157 371     | 3 621     |
| Камбоджа                                            | Камбоджа                                            | 139 326     | 3 056     |
| Руанда                                              | Руанда                                              | 133 268     | 1 468     |
| Камерун                                             | Камерун                                             | 125 279     | 1 974     |
| Мальта                                              | Мальта                                              | 123 622     | 1 015     |
| Барбадос                                            | Барбадос                                            | 108 840     | 593       |
| Ангола                                              | Ангола                                              | 107 487     | 1 937     |
| ДР Конго                                            | Демократична Республіка Конго                       | 101 006     | 1 474     |
| Французька Гвіана                                   | Французька Гвіана                                   | 98 041      | 413       |
| Сенегал                                             | Сенегал                                             | 89 334      | 1 972     |
| Малаві                                              | Малаві                                              | 89 168      | 2 686     |
| Киргизстан                                          | Киргизстан                                          | 88 953      | 1 024     |
| Кот-д'Івуар                                         | Кот-д'Івуар                                         | 88 464      | 835       |
| Суринам                                             | Суринам                                             | 82 507      | 1 406     |
| Нова Каледонія                                      | Нова Каледонія                                      | 80 203      | 314       |
| Французька Полінезія                                | Французька Полінезія                                | 79 451      | 650       |
| Есватіні                                            | Есватіні                                            | 75 356      | 1 427     |
| Гаяна                                               | Гаяна                                               | 74 502      | 1 302     |
| Беліз                                               | Беліз                                               | 71 432      | 688       |
| Фіджі                                               | Фіджі                                               | 69 047      | 885       |
| Мадагаскар                                          | Мадагаскар                                          | 68 658      | 1 428     |
| Нью-Джерсі                                          | Нью-Джерсі                                          | 66 391      | 161       |
| Кабо-Верде                                          | Кабо-Верде                                          | 64 474      | 417       |
| Судан                                               | Судан                                               | 63 993      | 5 046     |
| Мавританія                                          | Мавританія                                          | 63 886      | 997       |
| Бутан                                               | Бутан                                               | 62 697      | 21        |
| Сирія                                               | Сирія                                               | 57 423      | 3 163     |
| Бурунді                                             | Бурунді                                             | 54 569      | 15        |
| Гуам                                                | Гуам                                                | 52 287      | 419       |
| Сейшельські Острови                                 | Сейшельські Острови                                 | 51 899      | 172       |
| Габон                                               | Габон                                               | 49 069      | 307       |
| Андорра                                             | Андорра                                             | 48 015      | 159       |
| Папуа Нова Гвінея                                   | Папуа Нова Гвінея                                   | 46 864      | 670       |
| Кюрасао                                             | Кюрасао                                             | 45 883      | 305       |
| Аруба                                               | Аруба                                               | 44 224      | 292       |
| Танзанія                                            | Танзанія                                            | 43 372      | 846       |
| Майотта                                             | Майотта                                             | 42 027      | 187       |
| Того                                                | Того                                                | 39 540      | 290       |
| Багамські Острови                                   | Багамські Острови                                   | 39 127      | 849       |
| Гвінея                                              | Гвінея                                              | 38 582      | 468       |
| Острів Мен                                          | Острів Мен                                          | 38 008      | 116       |
| Лесото                                              | Лесото                                              | 36 138      | 709       |
| Гернсі                                              | Гернсі                                              | 35 326      | 67        |
| Гаїті                                               | Гаїті                                               | 34 776      | 860       |
| Фарерські острови                                   | Фарерські острови                                   | 34 658      | 28        |
| Малі                                                | Малі                                                | 33 183      | 743       |
| Федеративні Штати Мікронезії                        | Федеративні Штати Мікронезії                        | 31 765      | 65        |
| Кайманові Острови                                   | Кайманові Острови                                   | 31 472      | 37        |
| Сент-Люсія                                          | Сент-Люсія                                          | 30 231      | 410       |
| Бенін                                               | Бенін                                               | 28 036      | 163       |
| Сомалі                                              | Сомалі                                              | 27 334      | 1 361     |
| Соломонові Острови                                  | Соломонові Острови                                  | 25 954      | 199       |
| Американські Віргінські Острови                     | Американські Віргінські Острови                     | 25 389      | 132       |
| Сан-Марино                                          | Сан-Марино                                          | 25 292      | 126       |
| Республіка Конго                                    | Республіка Конго                                    | 25 234      | 389       |
| Східний Тимор                                       | Східний Тимор                                       | 23 460      | 138       |
| Буркіна-Фасо                                        | Буркіна-Фасо                                        | 22 171      | 400       |
| Ліхтенштейн                                         | Ліхтенштейн                                         | 21 617      | 89        |
| Гібралтар                                           | Гібралтар                                           | 20 550      | 113       |
| Гренада                                             | Гренада                                             | 19 693      | 238       |
| Південний Судан                                     | Південний Судан                                     | 18 868      | 147       |
| Бермудські Острови                                  | Бермудські Острови                                  | 18 860      | 165       |
| Таджикистан                                         | Таджикистан                                         | 17 786      | 125       |
| Монако                                              | Монако                                              | 17 181      | 67        |
| Екваторіальна Гвінея                                | Екваторіальна Гвінея                                | 17 130      | 183       |
| Самоа                                               | Самоа                                               | 17 057      | 31        |
| Тонга                                               | Тонга                                               | 16 992      | 13        |
| Маршаллові Острови                                  | Маршаллові Острови                                  | 16 297      | 17        |
| Нікарагуа                                           | Нікарагуа                                           | 16 275      | 245       |
| Домініка                                            | Домініка                                            | 16 047      | 74        |
| Джибуті                                             | Джибуті                                             | 15 690      | 189       |
| Центральноафриканська Республіка                    | Центральноафриканська Республіка                    | 15 443      | 113       |
| Північні Маріанські Острови                         | Північні Маріанські Острови                         | 14 985      | 41        |
| Гамбія                                              | Гамбія                                              | 12 627      | 372       |
| Сен-Мартен (Франція)                                | Сен-Мартен (Франція)                                | 12 324      | 46        |
| Вануату                                             | Вануату                                             | 12 019      | 14        |
| Гренландія                                          | Гренландія                                          | 11 971      | 21        |
| Ємен                                                | Ємен                                                | 11 945      | 2 159     |
| Карибські Нідерланди                                | Карибські Нідерланди                                | 11 922      | 41        |
| Сен-Мартен (острів)                                 | Сен-Мартен (острів)                                 | 11 051      | 92        |
| Еритрея                                             | Еритрея                                             | 10 189      | 103       |
| Сент-Вінсент і Гренадини                            | Сент-Вінсент і Гренадини                            | 9 674       | 124       |
| Гвінея-Бісау                                        | Гвінея-Бісау                                        | 9 614       | 177       |
| Нігер                                               | Нігер                                               | 9 548       | 315       |
| Коморські Острови                                   | Коморські Острови                                   | 9 109       | 161       |
| Антигуа і Барбуда                                   | Антигуа і Барбуда                                   | 9 106       | 146       |
| Американське Самоа                                  | Американське Самоа                                  | 8 359       | 34        |
| Ліберія                                             | Ліберія                                             | 8 090       | 294       |
| Сьєрра-Леоне                                        | Сьєрра-Леоне                                        | 7 985       | 126       |
| Чад                                                 | Чад                                                 | 7 702       | 194       |
| Британські Віргінські Острови                       | Британські Віргінські Острови                       | 7 644       | 64        |
| Острови Кука                                        | Острови Кука                                        | 7 375       | 2         |
| Острови Теркс і Кайкос                              | Острови Теркс і Кайкос                              | 6 846       | 40        |
| Сан-Томе і Принсіпі                                 | Сан-Томе і Принсіпі                                 | 6 771       | 80        |
| Сент-Кіттс і Невіс                                  | Сент-Кіттс і Невіс                                  | 6 607       | 46        |
| Палау                                               | Палау                                               | 6 372       | 10        |
| Сен-Бартелемі                                       | Сен-Бартельмі                                       | 5 507       | 5         |
| Науру                                               | Науру                                               | 5 393       | 1         |
| Кірибаті                                            | Кірибаті                                            | 5 085       | 24        |
| Ангілья                                             | Ангілья                                             | 3 904       | 12        |
| Волліс і Футуна                                     | Волліс і Футуна                                     | 3 760       | 9         |
| Макао                                               | Макао                                               | 3 514       | 121       |
| Сен-П'єр і Мікелон                                  | Сен-П'єр і Мікелон                                  | 3 426       | 2         |
| Тувалу                                              | Тувалу                                              | 2 943       | 1         |
| Острови Святої Єлени, Вознесіння і Тристан-да-Кунья | Острови Святої Єлени, Вознесіння і Тристан-да-Кунья | 2 166       | 0         |
| Фолклендські Острови                                | Фолклендські Острови                                | 1 923       | 0         |
| Монтсеррат                                          | Монтсеррат                                          | 1 403       | 8         |
| Ніуе                                                | Ніуе                                                | 1 092       | 0         |
| Токелау                                             | Токелау                                             | 80          | 0         |
| Ватикан                                             | Ватикан                                             | 26          | 0         |
| Піткерн                                             | Піткерн                                             | 4           | 0         |
| Північна Корея                                      | Північна Корея                                      | 0           | 0         |
| Туркменістан                                        | Туркменістан                                        | 0           | 0         |
| 1. 2. 3.                                            |                                                     |             |           |

Спалах коронавірусної хвороби 2019 (COVID-19) почався в Уханю, сьомому за величиною місті в Китаї, населення якого перевищує 11 млн людей. Це головний транспортний вузол у центральному Китаї, приблизно за 1000 кілометрів на південь від Пекіна, за 600 кілометрів на захід від Шанхая і за 900 кілометрах на північ від Гонконгу. Прямі авіарейси пов'язували Ухань з країнами Європи (6 рейсів до Парижа, 3 до Лондона та 5 до Рима щотижня), Азії, Австралії, Північної Америки. Занепокоєння посилювалося очікуванням великої кількості мандрівників на китайський Новий рік, який розпочинався 25 січня 2020 року.

## Хронологія

### 2019
Про перші випадки повідомлено 31 грудня 2019 року, а перші клінічні прояви у хворих з'явились раніше, 8 грудня 2019 року. Ринок було закрито 1 січня 2020 року, а людей із клінічними проявами ізолювали. Згодом було проведено моніторинг понад 700 осіб, у тому числі понад 400 медичних працівників, які мали тісні контакти з підозрілими випадками. При застосуванні специфічного діагностичного ПЛР-тесту було підтверджено наявність SARS-CoV-2 у 41-ї людини в районі Уханя. Пізніше було повідомлено про подружню пару, де один із подружжя не був на ринку, але зрештою захворів, тоді як ще троє, що були членами тієї ж сім'ї, працювали на згаданому ринку. 9 січня 2020 року в Уханю від нової хвороби померла 61-річна людина. 16 січня 2020 року влада Китаю оголосила, що попереднього дня помер ще 69-річний чоловік в Уханю, у якого теж підтверджено цю хворобу.
30 грудня 2019 року повідомлення про лікування «пневмонії невідомого походження» опубліковано Медичною адміністрацією Китаю та медичною адміністрацією муніципального комітету охорони здоров'я Уханя.
31 грудня 2019 року про 27 хворих на пневмонією невідомого походження повідомлено ВООЗ. Більшість були власниками торгових точок на ринку морепродуктів в Уханю. Семеро були в тяжкому, небезпечному для життя стані. Як результат, Гонконг, Макао та Тайвань посилили свій прикордонний нагляд.

### 2020
1 січня 2020 року рибний і тваринний ринок, який підозрювався в зв'язку із випадками пневмонії як можливий осередок хвороби, був закритий для очищення та дезінфекції.
3 січня 2020 року Таїланд розпочав перевірку пасажирів, які прибувають з Уханя, у чотирьох різних аеропортах.
5 січня 2020 року на початку раннього дослідження причин пневмонії було виключено сезонний і пандемічний грип, ГРВІ, ТГРС, БКРС та пташиний грип. Кількість підозрюваних випадків сягнула 59, а сім пацієнтів були в критичному стані. Усі були на карантині та за 163 контактними особами розпочато моніторинг. На цей час не зафіксовано випадків передачі від людей до людей або медичним працівникам.

#### Січень
6 січня 2020 року Центри контролю та профілактики захворювань у США (CDC) видали рекомендації щодо миття рук та поради щодо уникання тварин, ринків тварин та контактів із нездоровими людьми, якщо вони подорожують з Уханя.
9 січня 2020 року ВООЗ підтвердила, що новий коронавірус було виділено від однієї людини, яку госпіталізували. Того ж дня Європейський центр профілактики та контролю захворювань опублікував свою першу оцінку ризику. ВООЗ також повідомила, що влада Китаю діяла швидко ідентифікувавши новий коронавірус упродовж кількох тижнів від початку спалаху, при цьому загальна кількість позитивних результатів підтвердження досягла 41-го. Перша смерть від хвороби сталася у 61-річного чоловіка, який був постійним клієнтом на ринку. У нього було кілька фонових тяжких хвороб, серед яких ураження печінки, і він помер від серцевої недостатності та пневмонії. Про інцидент у Китаї повідомила медична комісія через китайські державні ЗМІ 11 січня.
10 січня 2020 року дані про секвенування генів виділеного коронавірусу Уханя, з тієї самої родини, що й коронавірус SARS, розмістили на Virological.org дослідники з Фуданського університету, Шанхай. Ще три послідовності з Китайського центру контролю та профілактики захворювань, одна — з Китайської академії медичних наук та одна — з лікарні в Уханю були розміщені на порталі Глобальної ініціативи щодо обміну всіма даними про грип (GISAID). Того ж дня керівництво Public Health England видало свої вказівки.
11 січня 2020 року у Китаї було проведено моніторинг понад 700 тісних контактів 41-го підтвердженого хворого, у тому числі серед контактів було понад 400 медичних працівників, а в Китаї з 5 січня не повідомлялося про нові випадки. ВООЗ опублікувала початкові рекомендації щодо подорожей, тестування в лабораторії та медичного розслідування.
13 січня 2020 року CDC оголосив, що геном був розміщений у базі даних генетичних послідовностей NIH, GenBank. Того ж дня Таїланд повідомив про перший підтверджений випадок SARS-CoV-2 поза межами Китаю. Постраждала 61-річна китаянка, яка мешкала в Уханю, не відвідувала ринок морепродуктів, але, як зазначалося, ходила на інші ринки. Вона прибула до Бангкока 8 січня.
14 січня 2020 року у двох чоловіків із 41-го підтвердженого випадку в Ухані було зареєстровано захворювання і в дружини, що підвищило ймовірність безпосередньої передачі вірусу від людини до людини.
15 січня 2020 року в Китаї сталася друга смерть, помер 69-річний чоловік.
ВООЗ опублікувала протокол діагностичного тестування SARS-CoV-2, розроблений командою вірусологів із лікарні Шаріте.
16 січня 2020 року ВООЗ попередила Міністерство охорони здоров'я, праці та добробуту Японії про те, що 30-річний громадянин Китаю під час перебування в лікарні між 10 та 15 січня мав позитивний тест на вірус. Він не відвідував ринок морепродуктів, але, можливо, тісно контактував із ураженою людиною в Уханю.
17 січня 2020 року Другий підтверджений випадок у Таїланді — було повідомлено про 74-річну жінку, яка прибула до Бангкока рейсом з Уханя. Кількість підтверджених лабораторно випадків у Китаї зросла до 45.
18 січня 2020 року Китай повідомив про 17 додаткових підтверджених лабораторно випадків, причому троє з цих хворих на той час перебували в критичному стані. Кількість підтверджених лабораторно випадків у Китаї зросла до 62, вік хворих становив від 30 до 79, з них 19 було виписано, а вісім залишалися в критичному стані.
19 січня 2020 року Повідомлено про перші підтверджені випадки за межами Уханя в самому Китаї: один — у південній провінції Гуандун та два — в Пекіні. Ухань повідомив про 136 додаткових підтверджених лабораторно випадків, їх кількість у Китаї досягла 201. Повідомлено про нову смерть у Уханю, третю в країні.
20 січня 2020 року Південна Корея повідомила про перший підтверджений випадок коронавірусної хвороби 2019 в країні. Пекін та Гуандун повідомили про додаткові три та тринадцять випадків відповідно, підтверджених лабораторно. Шанхай підтвердив перше зараження, загальна кількість підтверджених лабораторно випадків у Китаї зросла до 218.
27 січня 2020 стався перший випадок смерті від коронавірусної хвороби 2019 у Пекіні.

#### Лютий
2 лютого 2020 перша смерть від коронавірусної хвороби 2019 за межами Китаю, у Філіппінах.
10 лютого 2020 налічувалося 40 536 лабораторно підтверджених випадків нової коронавірусної хвороби. Керівник ВООЗ Тедрос Адганом Ґебреєус заявив, що поточна ситуація з поширенням вірусу недооцінена, а швидкість його поширення може бути значно більшою, ніж оцінюється експертами.
11 лютого 2020 — коронавірус і хвороба, спричинена ним, отримали офіційні назви — SARS-CoV-2 від «Severe Acute Respiratory Syndrome Coronavirus 2» і Covid-2019 від «Coronavirus disease» відповідно. Про це заявив гендиректор ВООЗ Тедрос Аданом Гебреісус.
Станом на 14 лютого зареєстровано 64 437 лабораторно підтверджених випадків зараження коронавірусом та 1383 летальних випадки.
15 лютого в Китаї було запроваджено кримінальне переслідування в разі приховування симптомів коронавірусної хвороби 2019 або історії подорожей. Як вирок можливе багаторічне ув'язнення або навіть смертна кара. У Парижі помер 80-річний турист із Китаю, ставши першим померлим від коронавірусної хвороби 2019 в Європі.
19 лютого в Китаї заявили про успішне подолання піку епідемії коронавірусної хвороби 2019. Науковці заявили, що більшість заражених людей мають легкі симптоми. Ризику для життя при захворюванні піддаються літні пацієнти та пацієнти із супутніми захворюваннями.
20 лютого прибулих із Уханя до України помістили на карантин у Нових Санжарах.
Станом на 21 лютого найбільша кількість уражених коронавірусом була в Китаї (понад 75 тисяч).
У Японії налічувалося понад 700 заражених, більша частина з яких (близько 500 осіб) заразилися на судні Diamond Princess. Третьою за масштабами епідемії країною була Південна Корея, де кількість заражених перевищила 200. Осередком епідемії у Південній Кореї стало місто Тегу. Більшість випадків зараження (щонайменше 144) пов'язували з тамтешньою релігійною громадою Сінчонджі. Джерелом поширення стала 61-річна послідовниця культу, ім'я якої не повідомлялося. 10 лютого в неї було виявлено симптоми хвороби, однак вона відмовилася від тестування під приводом, що нікуди не виїжджала, та продовжувала відвідувати служби.

#### Березень
1 березня помер один із представників іранського уряду.
3 березня стало відомо про першого хворого в Україні (Чернівці).
3 березня Польща (Зелена Гура) повідомила про першого хворого.
5 березня епідемія поширилася практично на весь Іран (30 із 31 провінцій). Тільки за добу померло 15 осіб, загальна кількість померлих становить 92, кількість заражених близько 3000 чоловік. Вірусом інфіковані вже кілька представників іранського уряду. Евакуйованих із Уханю українців та кількох іноземців випустили з карантину. Вони провели 14 днів під карантином у санаторії в Нових Санжарах. В Європі найбільше хворих (близько 3000 чоловік) в Італії, там же і найбільша летальність після Китаю. Майже така ж сама ситуація і в Ірані.
7 березня кількість заражених коронавірусом перевищило 100 тис.
8 березня кількість зареєстрованих у ЄС випадків коронавірусної хвороби 2019 перевищила 9 тисяч, найбільше випадків в Італії — 5883.
11 березня ВООЗ офіційно оголосила пандемію коронавірусної хвороби 2019 у у світі. Востаннє ВООЗ оголошувала пандемію «свинячого грипу» N1H1 в 2009 році.
13 березня Україна оголосила, що закриває кордони для іноземців терміном на 2 тижні із 16 березня. На 13 березня епіцентром хвороби стала Європа, де реєструвалося найбільше інфікованих, в Китаї було зареєстровано 11 випадків за добу. США ввели надзвичайний стан.
Станом на 14 березня кількість випадків коронавірусної хвороби 2019 перевищила 150 тисяч, було зареєстровано 6 тисяч летальних випадків.
16 березня Євросоюз закрив кордони для «несуттєвих» поїздок терміном на 30 днів.
Пізно ввечері 16 березня надійшла інформація, що 2 особи заражені в Києві.
20 березня вилікувався перший хворий в Україні. Ним виявився 39-річний чоловік із Чернівців.
21 березня кількість інфікованих сягнула 300 тисяч, жертвами хвороби стали 12 тисяч осіб, 26 березня кількість заражених сягнула 500 тисяч, зафіксовано 23 тисячі летальних випадків.
26 березня ООН запустила Глобальний план гуманітарного реагування на COVID-19 на 2 млрд $ для підтримки найбільш вразливих країн світу.
27 березня кількість інфікованих у світі сягнула 500 тисяч осіб. В Іспанії заразилися майже 9,5 тисяч медиків, 39 лікарів вже померли.
31 березня у Китаї за минулу добу не було випадків смерті або нових інфікованих. Капітан авіаносця USS Theodore Roosevelt (CVN-71) Брет Крозьєр написав лист до Міністерства оборони США з проханням вжити заходів, оскільки серед моряків поширюється коронавірус, кількість інфікованих досягла 673 осіб із 4000 членів екіпажу.

#### Квітень
2 квітня кількість інфікованих перевищила 1 млн. Померло 51 356 осіб, а вилікувалися 210 199. Найбільше заразилися у США — понад 235 тисяч.
14 квітня. Гренландія стала першою територією, яка подолала COVID-19. Перший випадок на острові зареєстровано 16 березня. Загалом тут було зафіксовано 11 випадків коронавірусу, всі у столиці — місті Нуук. З 4 квітня в країні не зафіксовано жодного нового випадку, а 14 квітня одужав останній пацієнт.
15 квітня кількість інфікованих перетнула позначку 2 млн. Станом на цей день зафіксовано 129,045 смертей, 502,389 одужало, середня летальність склала 6,4 %.
22 квітня. На острові Сен-Бартельмі одужали всі хворі на COVID-19. Перший випадок захворювання на COVID-19 на острові було зафіксовано 1 березня. 16 березня їх було вже три, 27 березня — п'ять, а 31 березня діагностували шостий випадок. За весь час там не було жодної смерті від коронавірусу. Також не залишилося жодного активного захворювання в Мавританії. Там було виявлено сім випадків зараження, з них одна людина померла. У Бурунді на сході Африки також більше немає активних випадків COVID-19. З п'яти хворих один помер, четверо вилікувалися.
26 квітня Польща повідомила про інформаційну атаку. Невідомі атакували деякі новинні та військові сайти. Вони розповсюджували антиамериканську інформацію, подібну до тої, яку розповсюджує Росія. Польща розслідує даний випадок і оголосить результати пізніше.
27 квітня США так само займають перше місце за новими випадками інфікування та смертністю. Росія вийшла на друге місце за кількістю нових інфікованих, обійшовши Велику Британію. Померли 206 529 (+3 698 за добу, що є найменшим показником останніх двох тижнів, але це може бути пов'язано із затримкою даних через вихідні). Одужали 865 088 (+ 49 048 за добу). На першому місці Іспанія, де за добу одужало більше 22 тисяч хворих. Нова Зеландія перша у світі оголосила про закінчення епідемії у країні. В Новій Зеландії зафіксували лише 5 нових випадків за ту добу.

#### Травень
10 травня кількість нових випадків інфікування в Росії перевалила за 200000 осіб. За цим показником Росія залишається 5 у світі і за кілька діб стане другою у світі після США.
15 травня Словенія першою серед країн ЄС оголосила, що перемогла коронавірус. Це оголошення насправді було більше піарним, оскільки кілька країн ЄС мали значно кращу епідемічну ситуацію, але не оголошували про «перемогу». Серед них — Чорногорія, Андорра та Ісландії. Ще кілька країн мали за деякими окремими параметрами ліпшу ситуацію (Греція та Естонія).
17 травня Камбоджа третя у світі (після Словенії та Нової Зеландії) оголосила про закінчення епідемії у країні. За цей час у країні було зафіксовано 122 випадків інфікування, переважно серед іноземців, 16 травня останню хвору, 36-річну жінку було виписано із лікарні. Від 12 квітня нових випадків не фіксували.
21 травня у світі кількість інфікованих зросла до 5 млн чоловік, у США до 1,5 млн, а в Росії — до 308 тис. Росія перебуває на другому місці у світі за кількістю інфікованих, але її наздоганяє Бразилія. За добу кількість інфікованих зростає в середньому на 10 тис. осіб, а в Бразилії на 12 тис. ВООЗ зафіксувала зафіксувала 106 тисяч нових випадків коронавірусної інфекції за добу у світі — це найбільший показник із початку пандемії. У той же час більшість країн Європи практично справилися із епідемією і послабили карантин. У Греції, Ісландії, Чорногорії, Монако, Андоррі та Словенії абсолютна більшість хворих вилікувалися і в лікарнях залишається не більше 20—30 пацієнтів, кількість нових випадків інфікування не перевищує 10 за добу. Найгірша ситуація у Великій Британії та Франції, там щоденний приріст нових інфікованих найбільша. Трохи ліпше в Італії та Іспанії. Ще менше хворих у Німеччині.
30 травня Бразилія (465 166 заражених) наздогнала Росію (396 575 заражених). У країнах Бразилія, Індія, Іран, Перу, Чилі, Мексика, Пакистан, Катар, Бангладеш, GLGG, Швеція, Південна Африка, Колумбія, Кювет, Єгипет, Філіппіни, Аргентина, Панама, багри, Оман, Нігерія, за день різко піднявся денний зараження, деякі країни навіть побили рекорд за денним зараження.

#### Червень-липень
8 червня глава ВООЗ Тедрос Аданом Гебреісус підтвердив поліпшення ситуації з коронавірусом у Європі. Проте в глобальному масштабі спостерігається погіршення показників поширення коронавірусу. У зв'язку з цим Гебреісус закликав усі країни «не знімати ногу з педалі газу» в боротьбі з пандемією.
18 червня в світі було поставлено черговий рекорд. В цей день інфікувалося 150 тис. осіб, загальна кількість інфікованих 8,6 млн випадків. Половина цих випадків припадає на Північну і Південну Америку, пандемія продовжує активно поширюватися в південній Азії і на Близькому Сході.
28 червня кількість виявлених хворих сягнула 10 млн осіб, при цьому 5,46 млн осіб одужало та 501 тис. пацієнтів померли.
18 липня було встановлено черговий рекорд, за попередню добу зафіксовано 259,8 тисяч нових випадків зараження, загальне число заражень сягнуло 13,8 млн.
26 липня кількість інфікованих у світі сягнула 16 млн, зафіксовано 647 тис. летальних випадків. Найбільше виявлених заражень припадає на США (4,3 млн), Бразилію (2,4 млн), Індію (1,2 млн).
27 липня керівник ВООЗ Тедрос Аданом Гебреісус заявив про посилення пандемії, скликавши надзвичайну комісію. Протягом останніх 6 тижнів кількість виявлених випадків подвоїлася.

#### Жовтень
2 жовтня Мадрид першим із європейських столиць ввів локдаун, на той час він був епіцентром епідемії в Іспанії.
5 жовтня Україна увійшла до топ-10 країн світу за кількістю виявлених хворих за добу (перед цим була більше тижня на 11-му). В Україні 4140 інфікованих, у дев'ятій Мексиці зафіксовано 4863 таких випадки, а в 11-х Нідерландах — 4003. В топ-5 (як вже майже місяць до того) Індія (74 767), США (34 066), Франція (12 565), Росія (10 499) і Бразилія (8456). Серед цих країн тільки Франція була відсутня в попередній місяць, але була раніше. Україна зайняла 25-те місце за загальною кількістю зареєстрованих випадків із 226 462 випадків, Ізраїль — 24 місце (266 775) і Канада — 26 (166 156). Останніми місяцями в Ізраїлі різко виросла захворюваність і він у черговий раз обігнав Україну за загальною кількістю випадків. Проте він має значно кращі показники за смертністю — 1719 померлих проти 4430 в Україні.

#### Грудень
Британія та Росія на початку грудня 2020 року розпочали вакцинацію, більшість країн ЄС — в кінці грудня, частина — на початку 2021.

### 2021

#### Лютий
22 лютого 2021 року до України прибула індійська вакцина. 24 лютого першим вакцинувався лікар із Черкас.

#### Березень
2 березня Президент Зеленський зробив щеплення вакциною AstraZeneca.

#### Квітень
21 квітня 2021 р. Pfizer заявляє, що їй відомо про підроблені версії своєї вакцини COVID-19, які виробник ліків розробив за допомогою BioNTech, оскільки злочинці прагнуть нажитися на світовому попиті на вакцини, який продовжує випереджати пропозицію.
Фальшиві версії вакцини були виявлені в Мексиці і Польщі, повідомив представник Pfizer в електронному листі CBS MoneyWatch, підтвердивши раніше опубліковане Wall Street Journal повідомлення про підробки.

#### Червень
26 червня 2021 року Ісландія перша в Європі зняла всі коронавірусні обмеження. На цей час 87 % населення було вакциновано, в країні перехворіло 6 637 осіб, померло 30.
Станом на серпень 2021 року ЄС вакцинував 70 % населення, Україна лише 13 %.

#### Жовтень
У світі станом на 3 жовтня зробили понад 6,33 млрд щеплень від коронавірусу.
Лідерами за кількістю введених доз є:
- материковий Китай (2,2 млрд доз, повністю вакциновано 74,8 % населення);
- Індія (905,1 млн доз, повністю вакциновано 17,6 % населення);

країни Євросоюзу (568,4 млн доз, повністю вакциновано 65,29 % населення);
- США (394,7 млн доз, повністю вакциновано 55,8 % населення);
- Бразилія (240 млн доз, повністю вакциновано 43,2 % населення).

Найвищий відсоток повністю вакцинованого населення — на Мальдівах (91,3 %).

## Ситуація за регіонами

Світова мапа з зафіксованими та можливими випадками 2019-nCoV інфекцій.
10,000+ Підтверджених випадків
1000–9999 Підтверджених випадків
100–999 Підтверджених випадків
10–99 Підтверджених випадків
1–9 Підтверджених випадків

З 31 грудня 2019 року деякі регіони та країни, розташовані поблизу Китаю, посилили обстеження туристів. Пізніше американські Центри контролю та профілактики захворювань (CDC) видали рекомендації 1-го рівня. Інструкції та оцінки ризиків були незабаром розміщені й іншими організаціями, включаючи Європейський центр профілактики та контролю захворювань та Британську службу охорони здоров'я. У Китаї в аеропортах, залізничних станціях та автобусних станціях встановлено інфрачервоні термометри. Людей із гарячкою згодом стали доставляти до медичних закладів.

### Азія

#### В'єтнам
Перший випадок інфікування на території країни зареєстровано 23 січня 2020 року. До середини квітня першу хвилю пандемії було подолано, на цей час у країні перехворіли 268 осіб, жодна не померла. У липні в країні спалахнула друга хвиля епідемії, а кількість інфікованих у серпні перевищила тисячу осіб, серед носіїв інфекції — китайці, що незаконно перетнули державний кордон.

#### Китай
Спалах, що розпочався з міста Ухань наприкінці 2019 р., попри надзвичайні заходи ізоляції поширився й у інші провінції. Втім, на початок березня 2020 року ситуація стабілізувалася.
31 березня 2020 у Китаї не було випадків смерті або нових інфікованих, карантин було припинено. На той час у Китаї перехворіло 81 804 осіб (близько 0,006 % населення країни), з яких близько 50 тисяч — в Ухані (близько 0,5 % населення цього міста). Починаючи з 11 травня в Китаї фіксуються поодинокі випадки захворювання серед людей, що приїжджають до Китаю з-за кордону. У серпні 2020 в Китаї нараховувалось від 1 до 2 тисяч хворих, а загальна кількість «імпортованих» інфікованих складала 2,5 тисячі.

#### Індія
20 квітня 2021 р. влада країни оголосила про нову хвилю захворюваності через різкий ріст числа хворих. 24 квітня в Індії зафіксували рекорд за кількістю випадків COVID за добу — понад 346 тисяч осіб.

#### Корея
Перший випадок у Південній Кореї було підтверджено 20 січня 2020 року і походив безпосередньо з провінції Хубей. 23 лютого Південна Корея оголосила найвищий рівень небезпеки через коронавірусну хворобу 2019. На цей час Південна Корея стає другою країною в світі, за рівнем поширення вірусу, після Китаю і залишатиметься на цій позиції до 7 березня, коли на друге місце за кількістю інфікованих вийде Італія. З 6 травня країна почала послаблювати карантин, пояснюючи це тим, що спалах частково вдалося поставити під контроль.

#### Гонконг

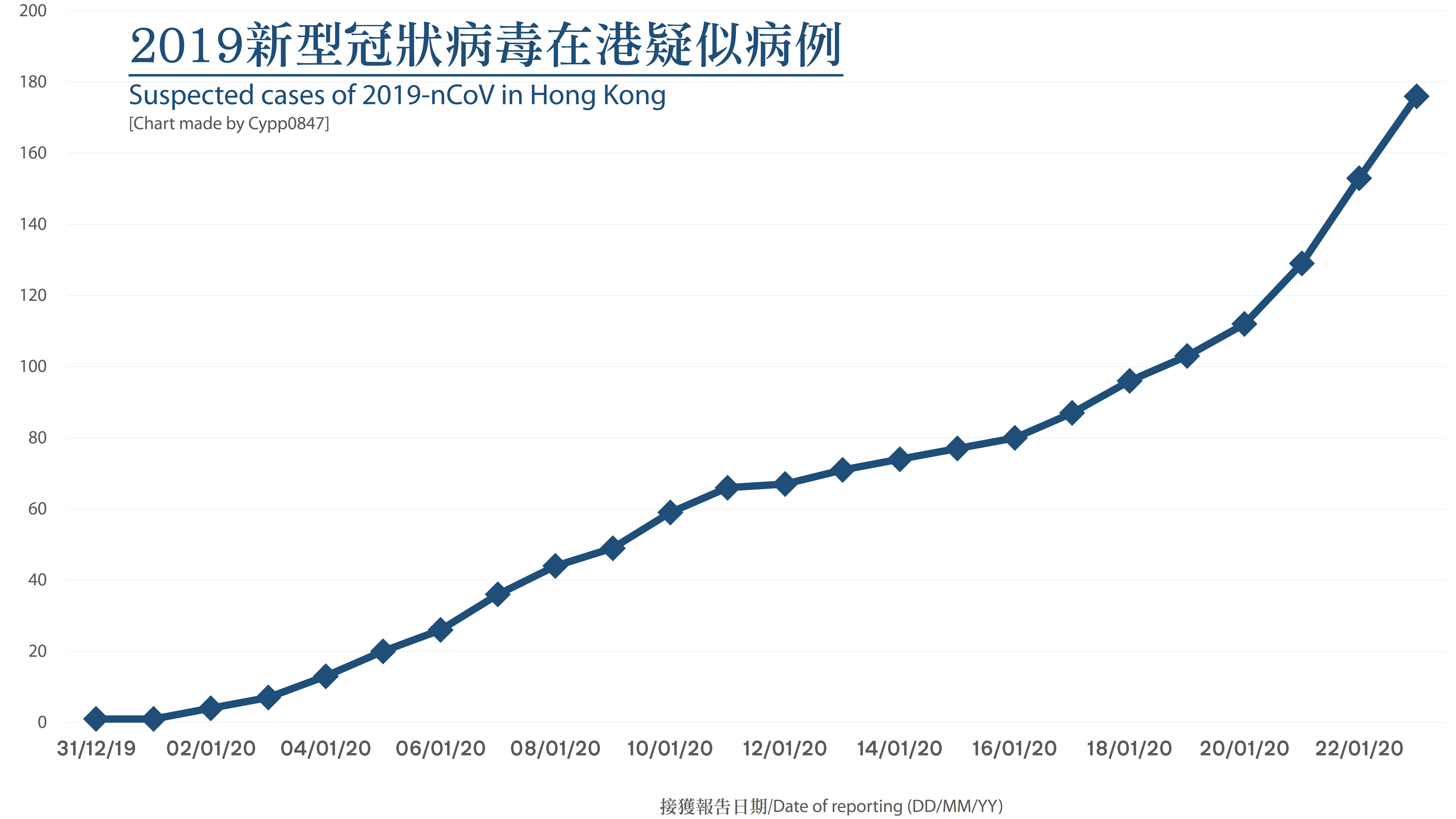
Підозри на випадки появи коронавірусної хвороби 2019 у Гонконзі

Перший випадок зафіксовано 23 січня. В подальшому Гонконг, незважаючи на тісний зв'язок із Китаєм, був менше вражений першою хвилею спалаху COVID-19 і мав більш плоску криву епідемії, ніж більшість інших регіонів та країн. Друга хвиля епідемії в Гонконгу мала місце на початку серпня, інфікування зазнавали переважно працівники морського та авіаційного міжнародного транспорту.

#### Сінгапур
Першим інфікованим у Сінгапурі став турист з Ухані, якого виявили 23 січня 2020 року. Кількість хворих стрімко почала зростати у квітні завдяки заробітчанам, що приїхали до країни і в окремі дні перевищувала тисячу нових випадків на день. Після того, як 22 квітня за наказом уряду усі заробітчани були заперті по своїх гуртожитках на карантин до 4 травня, кількість нових інфікувань у країні поступово почала зменшуватись і до серпня досягла рівня сотні нових випадків на день. При цьому в гуртожитках застосовували «агресивне тестування» з метою недопущення інфікованих до роботи.

#### Таїланд
13 січня 2020 року Таїланд повідомив про перший підтверджений випадок хвороби за межами Китаю — 61-річну китаянка, що мешкала в Ухані і прилетіла до Тайваню. Про другий випадок повідомлено в Таїланді, коли виявлено хвору 74-річну жінку, яка прибула до Бангкоку рейсом з Уханя 17 січня. Найбільша кількість мешканців перехворіли з середини березня до середини квітня — усього близько 3 тисяч осіб. З 3 квітня по 15 червня в нічні години в країні діяла комендантська година.

#### Японія
Перший підтверджений випадок на території Японії було виявлено 16 січня 2020 у префектурі Канаґава, інфікований повернувся з Ухані. 13 лютого в країні померла перша людина від вірусу — 80-літня жінка в префектурі Канаґава. 7 квітня в кількох префектурах, а 3 16 квітня — по всій країні було оголошено надзвичайний стан, який тривав до 25 травня.
Смертність від коронавірусу в Японії лишається однією з найнижчих у світі попри високий середній вік населення. Імовірними чинниками вважають дисциплінованість японців, вакцинацію БЦЖ та генетичні чинники.

### Близький Схід
Найбільший спалах розпочався 20 лютого в Ірані. Попри обмежувальні заходи влади спалах швидко розрісся та перекинувся на сусідні країни.
21 лютого було оголошено про перший зафіксований випадок в Ізраїлі, жінка заразилася на SARS-CoV-2 на судні Diamond Princess, звідки була евакуйована до Ізраїлю. 24 лютого було зареєстровано перший випадок зараження в Іраку — у літнього громадянина Ірану, в південному місті Наджаф.

### Європа
Вогнищем у Європейському Союзі стала Італія весною 2020. Попри пропозиції закрити кордони всередині Шенгенської зони, влада країни зволікала з цим рішенням. Невдовзі епідемія охопила Німеччину, Францію, Іспанію. Станом на 13 березня Європа стала центром пандемії, де реєструвалися сотні нових інфікованих, порівняно з лише 11 осіб за добу в Китаї. При цьому до 55 % випадків імовірно залишились незадокументованими.
16 березня ЄС ввів на 30 днів повну заборону на всі поїздки без поважної причини на свою територію.
Із середини квітня Іспанія обігнала Італію за кількістю інфікованих. У Франції кількість інфікованих почала різко зростати, у той час як в Італії зменшуватися. Британія увійшла до трійки країн світу за смертністю.
22 квітня генеральний директор ВООЗ Тедрос Адханом Гебреєсус сказав, що в Західній Європі епідемія пішла на спад, у той час коли в Східній Європі, в Африці та Америці йде ріст.

#### Британія
Перший підтверджений випадок на території Британії було виявлено 31 січня 2020 року у Йорку, Північний Йоркшир, хворий інфікувався під час перебування в Італії. На відміну від більшості країн Європи у Британії початково було оголошено, що населення має перехворіти на новий вірус і виробити до нього імунітет. Згодом від цієї ідеї відмовилися і 23 березня, коли в країні було близько 8 тисяч інфікованих, ввели карантин. 6 травня в Британії було зафіксовано 30 тисяч летальних випадків, за цим показником країна посіла перше місце в Європі і друге місце, поступаючись США з 70 тисячами випадків. Станом на серпень Британія лишається країною з найбільшою кількістю померлих від коронавірусу серед країн Європи (40 тис. осіб).

#### Іспанія
Із середини квітня Іспанія обігнала Італію за кількістю інфікованих. Із середини літа кількість хворих, після спаду до цього, знову почала рости. 2 жовтня 2020 року в Мадриді знову ввели локдаун — заборону виїжджати із міста, зменшили час та умови роботи ресторанів та інших закладів харчування. Мадрид на той час був епіцентром епідемії в Іспанії.

#### Італія
В Італії епідемія досить швидко поширилася із північних регіонів країни на всю країну. Спочатку карантин був введений тільки в деяких містечках півночі Італії, потім у північних регіонах і згодом, на всій території країни. Вже із середини березня 2020 року Італія вийшла за темпами поширення вірусу на третє місце в світі після Ірану, а потім і на друге після Китаю і в кінці березня на друге місце після США, обійшовши Китай. У країні найвища у світі смертність серед інфікованих — близько 8 %, в той час, як у Китаї близько 3 % і менше 1 % в Німеччині. Таку високу смертність пов'язують із тим, що італійці дуже контактні люди (вони цілуються при зустрічі, навіть із незнайомцями; дуже часто ходять у гості один до одного) та Італія має найстаріше населення на Землі після Японії. Абсолютна більшість померлих (за даними Bloomberg 99 %) мали хронічні хвороби. Причому середній вік померлих 79,5 роки.
Епідемія досягла максимальних позначок наприкінці березня, коли щоденно фіксували до 900 інфікованих, а загальна кількість перевищила 100 тисяч, з яких 11 тисяч — померли. За кількістю померлих Італія займала перше місце у світі з 19 березня по 7 квітня, і друге за кількістю інфікованих (поступаючись Китаю, а з 26 березня — США). Медична система Італії із середини березня перестала справлятися із великою кількістю хворих, а близько 20 % лікарів виявилися хворими. У травні пандемія в Італії пішла на спад, було послаблено карантин. Станом на 23 серпня в Італії — 259 тис. осіб, що зазнали інфікування (4-й показник у Європі) і 35 тис. померлих (2-й показник у Європі).

#### Німеччина
26 лютого у Німеччині офіційно було оголошено про епідемію коронавірусної хвороби 2019. 8 березня стало відомо про першу жертву вірусу з Німеччини, це 60-літній німець, що помер у Єгипті. 9 березня зареєстровано дві перші жертви вірусу: в окрузі Гайнсберг і місті Ессен. 18 березня країна оголосила про припинення прийому біженців на невизначений термін. Пік епідемії припав на кінець березня — початок квітня, коли кількість нових інфікувань сягала понад 6 тисяч на день, після чого кількість інфікованих почала зменшуватись. В країні одна з найнижчих у світі летальність серед інфікованих — близько 0,29 % (44 смерті на 15320 інфікованих на 21.03.20), в той час, як у Китаї близько 3 % і близько 8 % в Італії.
Починаючи з квітня 2020 року, коли Конституційний суд Німеччини постановив, що пандемічний режим не дозволяє загальних заборон на мітинги, в Німеччині було проведено кілька акцій протесту проти локдаунів та антипандемічних нормативних актів.
Приблизно з середини 2020 року головним організатором протестів була група під назвою ''Querdenken'' («латеральне мислення»), яка спочатку базувалася в Штутгарті  але незабаром почала організовувати мітинги також у Берліні та інших містах.

#### Польща
21 квітня 2021 року Pfizer заявив, що їй відомо про підроблені версіях своєї вакцини COVID-19, які виробник ліків розробив за допомогою BioNTech, оскільки злочинці прагнуть нажитися на світовому попиті на вакцини, який продовжує випереджати пропозицію.
Фальшиві версії вакцини були виявлені в Мексиці і Польщі, повідомив представник Pfizer в електронному листі CBS MoneyWatch, підтвердивши раніше опубліковане Wall Street Journal повідомлення про підробки.
Станом на 29 травня 2021 року в Польщі 6,3 млн людей повністю вакциновані.
Станом на вересень 2021 року в Польщі повністю вакциновано більше 50 % населення.

#### Україна
Першу інфіковану особу виявлено 3 березня 2020 року. 16 березня Кабінет Міністрів оголосив карантин і заходи для боротьби з епідемією. 20 березня вилікувався перший хворий в Україні. Ним виявився 39-річний чоловік із Чернівців. Упродовж 4,5 місяців, з квітня по серпень 2020 року, Україна за кількістю інфікованих піднялась з 53 на 26 місце у світі, а до квітня 2021 — до 21-го/ З кінця серпня 2020 року з'являються повідомлення про випадки повторного зараження, станом на серпні 2020 — два, у березні 2021—1200.
24 лютого в Україні стартувала вакцинація проти коронавірусу. Згідно з Національним планом вакцинації українців від коронавірусу, Кабмін до кінця 2021 року планує зробити 47 млн щеплень, проте станом на початок жовтню було зроблено лише 13 млн.
23 квітня 2021 року Кабінет міністрів України встановив розмір виплат українцям у разі смерті або отримання групи інвалідності після вакцинації від коронавірусу. Станом на кінець вересня 2021 в Україні було зафіксовано 95 випадків смерті після вакцинації, з них у 77 випадках розслідування довело, що причиною були супутні захворювання. У решті 18 випадках розслідування триває.
Станом на вересень 2021 року в Донецьку справжня катастрофа із захворюваністю на коронавірус. Шпиталі завантажені на 100 %, швидкі не приїжджають на виклики, тестів немає, лікарі, отримавши російські паспорти, масово звільняються та їдуть до Росії, не бажаючи працювати за 8 тисяч рублів, кисневих концентраторів не вистачає, наявні коштують майже тисячу доларів (хоча їх можна купити в інтернеті за 300—400). Допомагає таке обладнання слабо (сатурація з 60 піднялася до 70), але це хоч щось. Іншої допомоги населенню в ОРДЛО немає.

#### Чорногорія
Чорногорія — остання країна, в якій було виявлено інфікованого в Європі, це сталося 17 березня 2020 року. Вже 23 березня кількість хворих зросла до 22 осіб. У період з 24 травня по 14 червня випадки коронавірусу в країні не фіксувалися, проте після цієї дати кількість інфікованих у країні знову почала рости і в серпні перевищила 4000.

#### Хорватія
25 лютого 2020 року зафіксовано перший випадок зараження коронавірусом у Хорватії. Хворим виявився молодий чоловік із Загреба. З 10 по 21 лютого він перебував у Мілані, адміністративному центрі регіону Ломбардія, у якому на той час уже спалахнула коронавірусна хвороба 2019.

#### Чехія
16 березня в країні було введено карантин щонайменше до 24-го. Також було введено заборону на в'їзд іноземців та на виїзд громадян країни за кордон. До 16-го в Чехії офіційно виявили 117 випадків захворювання.

#### Швейцарія
25 лютого було повідомлено про перше зараження вірусом у Швейцарії. 16 березня в країні було запроваджено надзвичайний стан.

### Північна Америка

#### Канада
У січні 2020 року Канадське агентство прикордонних служб (CBSA) заявило, що не буде застосовувати додаткові заходи щодо контролю, але планує „впровадити наглядну інформацію“ в аеропортах Торонто, Ванкувера та Монреаля для підвищення обізнаності щодо нової хвороби. Прямих рейсів з Уханя в Канаду немає. 13 березня дружина Джастіна Трюдо захворіла на коронавірусну хворобу 2019. 16 березня Канада закриває кордони для в'їзду іноземців та людей, що не мають права на проживання на її території, заборона не стосується жителів США.

#### США
Перший випадок коронавірусної хвороби 2019 у США був підтверджений у штаті Вашингтон 21 січня 2020 року. На момент оголошення пандемії (11 березня), в США інфікування зазнали 1285 осіб (8-й показник у світі), з них 36 — померли (7-й показник у світі). 13 березня США ввели надзвичайний стан, а з 17 березня зупинили пасажирське сполучення з Британією.
22 березня США вийшли на третє місце в світі за кількістю хворих після Китаю та Італії, число інфікованих перевищило 26 тис. осіб, а вже 26 березня з кількістю понад 82 тисячі осіб — на перше. Протягом квітня — червня США щоденно повідомляли про 20—30 тисяч інфікованих, а в липні — понад 60 тисяч. Починаючи з 11 квітня (за іншими даними — з 8 квітня) США посідає перше місце за кількістю жертв коронавірусної хвороби. 9 серпня кількість випадків інфікування перевищила 5 млн.

#### Мексика
21 квітня 2021 р. Pfizer заявляє, що їй відомо про підроблені версії своєї вакцини COVID-19, які виробник ліків розробив за допомогою BioNTech, оскільки злочинці прагнуть нажитися на світовому попиті на вакцини, який продовжує випереджати пропозицію.
Фальшиві версії вакцини були виявлені в Мексиці і Польщі, повідомив представник Pfizer в електронному листі CBS MoneyWatch, підтвердивши раніше опубліковане Wall Street Journal повідомлення про підробки.

### Південна Америка
У травні різко погіршилася епідемічна ситуація в Південній Америці, насамперед у Бразилії, де кількість нових випадків інфікування зросла до 12 тис. за добу. Також важка ситуація в Перу, де на 22 травня було більше 100 тис. інфікованих.
Південна Америка стала одним із епіцентрів пандемії.

#### Бразилія
У травні різко погіршилася епідемічна ситуація в Бразилії, де кількість нових випадків інфікування зросла до 12 тис. за добу. Бразилія спочатку увійшла в топ-10 країн за кількістю інфікованих, швидко піднялася і 23 травня перегнала Росію і зайняла друге місце.
У Бразилії така ситуація склалася не в останню чергу через президента країни, який відмовився вводити карантин, назвавши коронавірус „ще одним грипом“, „грипком“. За травень президент Жаїр Болсонару звільнив двох міністрів охорони здоров'я тому, що вони відмовлялися підтримувати його у тому, що вірус не страшний і немає потреби вводити карантин.
На середину липня кількість інфікованих людей у Бразилії становила 1,8 млн хворих, 79 тисяч — померли.

#### Перу
У травні різко погіршилася епідемічна ситуація в Перу, де кількість нових випадків інфікування зросла до 5 тис. за добу.

#### Чилі
У травні різко погіршилася епідемічна ситуація в Чилі, де кількість нових випадків інфікування зросла до 2 тисяч за добу.

#### Аргентина
У травні різко погіршилася епідемічна ситуація в Аргентині, де кількість нових випадків інфікування зросла до 600 за добу.

### Австралія
13 березня американський актор Том Генкс повідомив, що він заразився коронавірусом в Австралії. Їх із дружиною ізолювали та надали необхідну медичну допомогу.

### Інші

#### Грузія
26 лютого 2020 року було зафіксовано перший випадок коронавірусної хвороби 2019 в Грузії у 50-річного громадянина країни, що приїхав з Ірану через Азербайджан і в'їжджав у Грузію маршрутним таксі. Симптоми у нього виявили на кордоні.
Влада Грузії посилила запобіжні заходи, після призупинення авіасполучення з Китаєм, було скасовано прямі рейси з Іраном. Також на два тижні закрито кордон Грузії з Азербайджаном. На 29 лютого в країні зафіксовано три випадки хвороби.

#### Російська Федерація

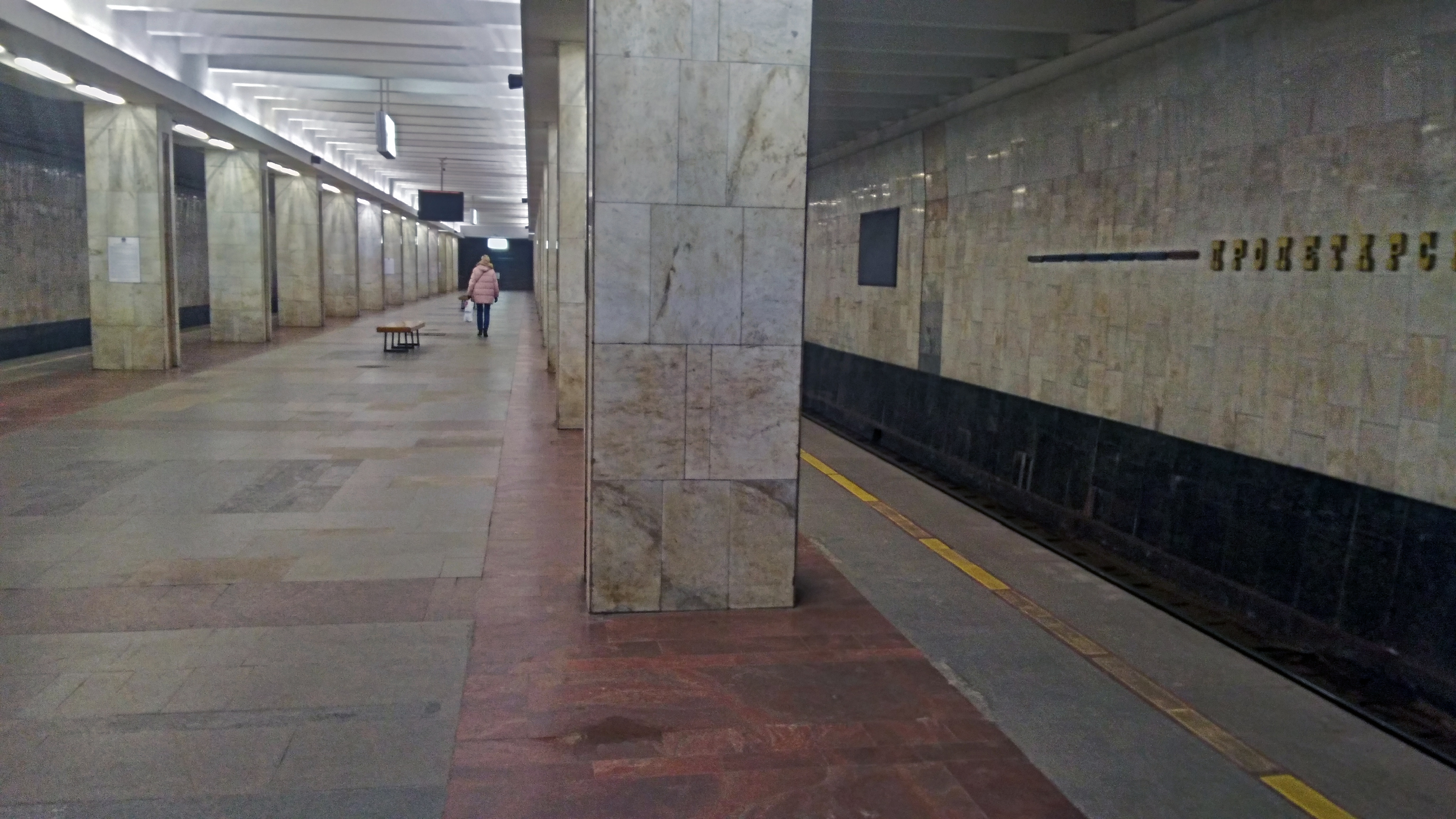
Порожня станція Нижньогородського метро «Пролетарська» під час карантину
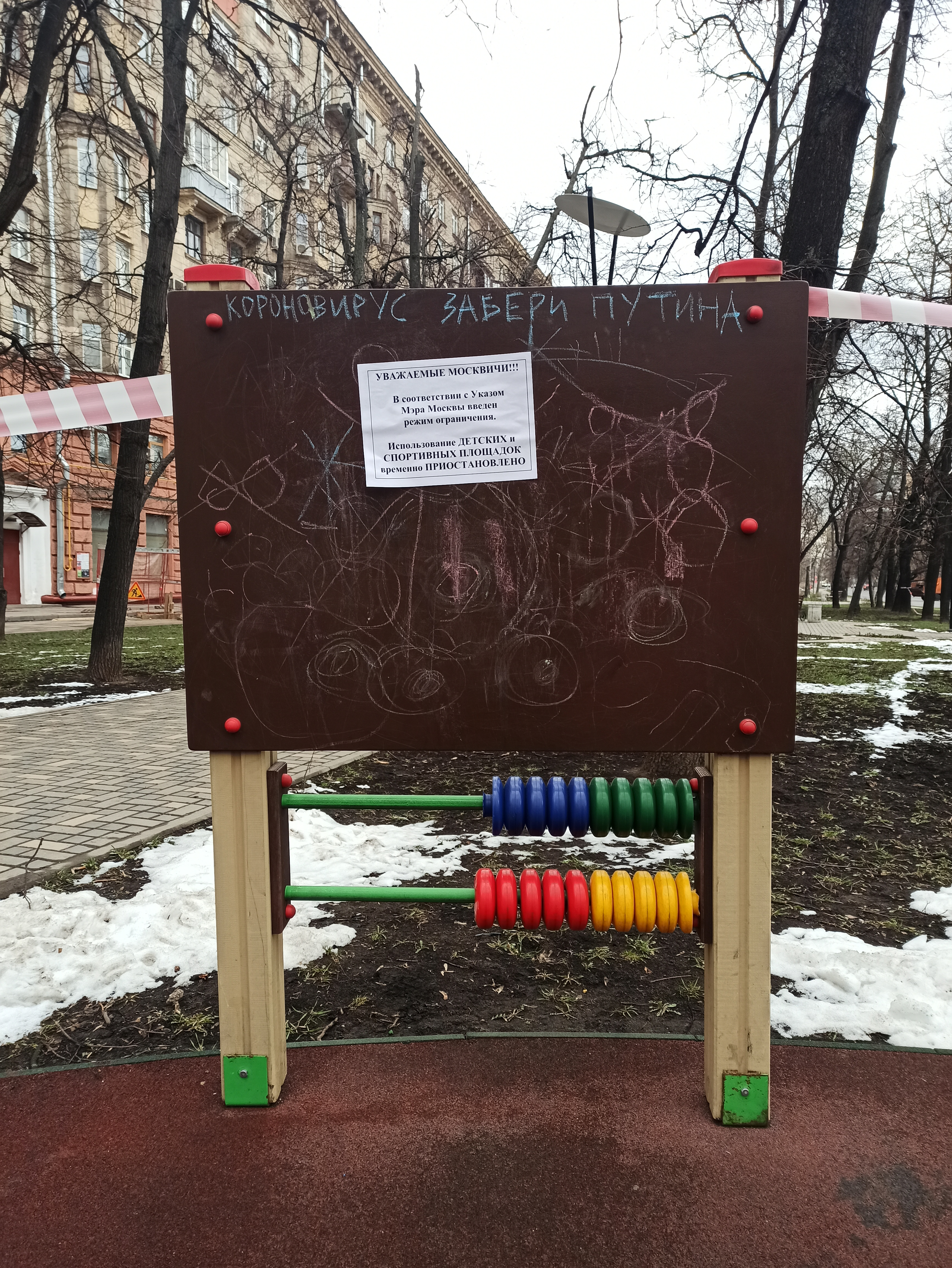
Дошка для малювання з оголошенням про закриття дитячого майданчика і написом «Коронавірус, забери Путіна», Москва

На 22 березня в країні було зареєстровано 438 випадків захворювання, одна жінка загинула.
27 квітня Російська Федерація обігнала Китай за кількістю інфікованих із цифрою 87 147 осіб (Китай 83 912), за кількістю нових інфікованих Росія стабільно входила до трійки країн світу (США та Британія). Найбільше інфікованих було у Москві (3524) і Петербурзі (489) із 6198 нових випадків за добу.
10 травня кількість нових випадків інфікування в Російській Федерації перевалила за 200 000 осіб. За цим показником Росія залишалася 5 у світі і за кілька діб стане другою у світі після США.
21 травня кількість інфікованих у Російській Федерації зросла до 308 тис. Росія перебувала на другому місці у світі за кількістю інфікованих, але її наздоганяє Бразилія. За добу кількість інфікованих зростає в середньому на 10 тис. осіб, а в Бразилії — на 12 тис.
У березні 2020 року компанії, що входять в АФК «Система» виділили на боротьбу з коронавірусом близько 1 млрд рублів, основна частина яких була витрачена на розробку тестів для виявлення зараження, а також на виробництво засобів захисту і антисептиків.

## Клінічні прояви
Зафіксовані симптоми у тяжких хворих включали підвищення температури у 90 % випадків, втому та сухий кашель у 80 %, та задишку у 20 %, респіраторний дистрес-синдром дорослих у 15 %. Рентгенографія органів грудної клітки виявила зміни судинного малюнку в обох легенях. Життєві показники, як правило, були стабільними на момент прийому госпіталізованих. Аналізи крові зазвичай показали низький рівень лейкоцитів (лейкопенія) та лімфопенію.

## Профілактика

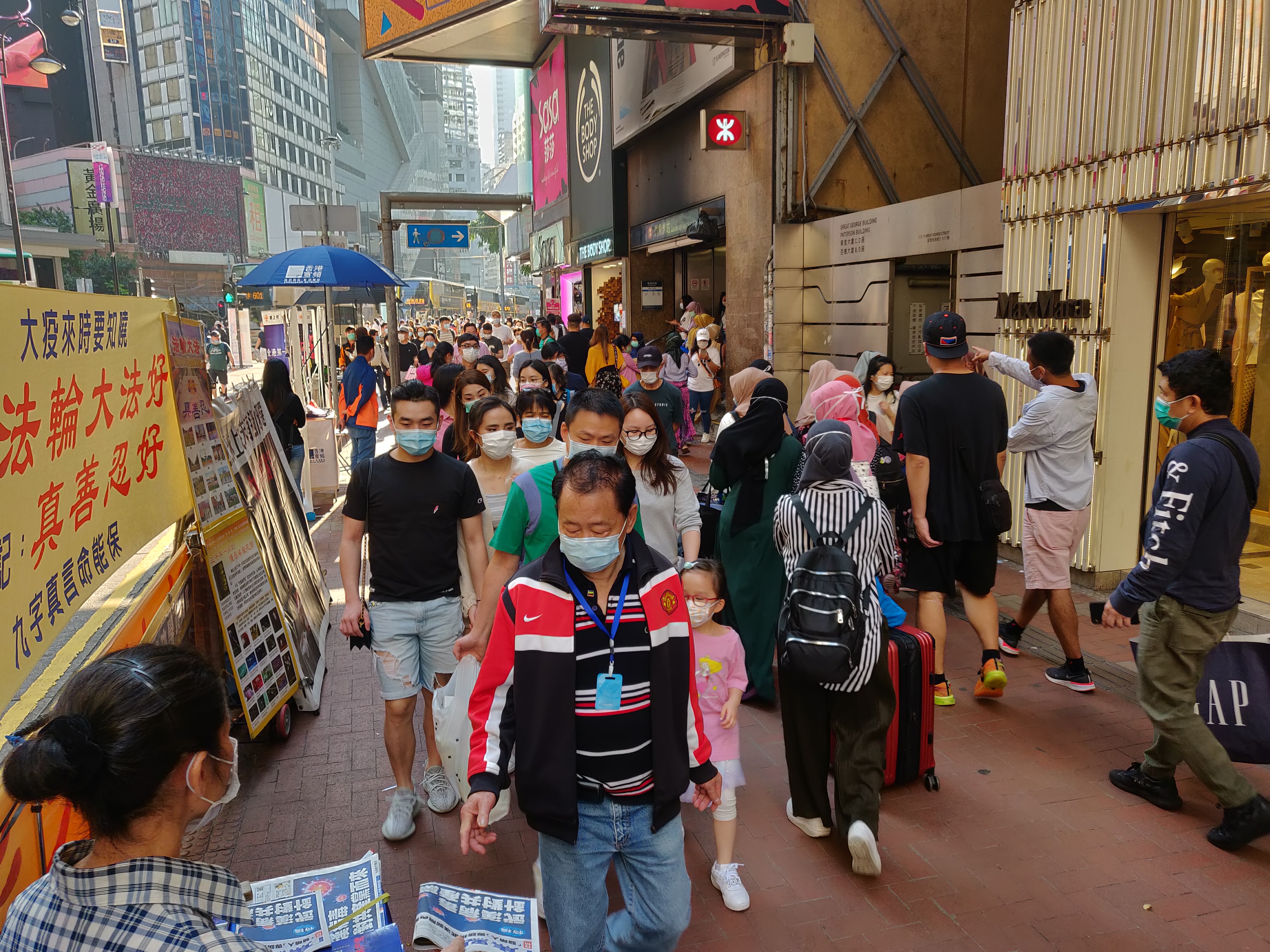
Гонконг під час пандемії. Уряд Гонконгу рекомендував носити хірургічні маски в людних місцях.

ВООЗ рекомендувала такі заходи профілактики: „регулярне миття рук, закриття ліктем рота та рукою носа при кашлі та чханні, уникання тісного контакту з будь-ким, хто має прояви респіраторних захворювань (наприклад, кашель та чхання)“. За неможливості миття рук, рекомендовано користуватися дезінсекторами на спиртовій основі або 6 % розчином перекису водню.

### Медичні маски
За рекомендаціями ВООЗ медичні маски потрібно носити винятково тим здоровим людям, які взаємодіють із хворими, зокрема лікарям. Крім того маски рекомендовано одягати всім, хто кашляє чи чхає. Маску можна одягати тільки чисто вимитими з милом чи протертими спиртом руками. Як тільки маска стає вологою, її потрібно зняти, а одноразові маски повторно використовувати не можна.
Головний державний санітарний лікар України Віктор Ляшко закликав українців носити маски у громадських закладах. Китай також офіційно радить носити одноразові медичні маски у громадських місцях. Гонконг радить носити хірургічні маски у громадському транспорті та під час перебування в людних місцях. Влада Таїланду радить населенню виготовляти маски удома із тканини і прати їх щоденно. Для запобігання епідемії, маски також широко використовують здорові люди в інших країнах Азії, зокрема у Тайвані, Японії і Південній Кореї.
Натомість у Німеччині, США та інших країнах лікарі та влада закликають населення використовувати маски тільки в тих випадках, коли їх рекомендує ВООЗ, оскільки вони надають «фальшиве відчуття захищеності», тоді як надійних наукових доказів корисності масок для захисту людини, що їх носить, нема. Крім того, масове скуповування медичних масок може призводити до їхнього дефіциту для медичних працівників, які дійсно їх потребують. Утім носіння масок гіпотетично може завадити безсимптомним інфікованим вірусом SARS-Covid-2 заражати здорових людей.

## Діагностика
15 січня 2020 року ВООЗ оприлюднила протокол діагностичного тестування на 2019-nCoV, розроблений вірусологічною командою з лікарні Шаріте у Берліні. Невдовзі з'явилися інші протоколи, що також використовують методику ПЛР після зворотної транскрипції.
Методи виявлення SARS-CoV-2 переважно належать до двох груп — лабораторного та «швидкого».
«Швидкі тести» базовані на реакції імуноферментного аналізу, що визначає антитіла до коронавірусу SARS-CoV-2 у крові. Ці тести можуть давати хибно негативний результат, коли людина щойно захворіла, оскільки для формування антитіл у крові потрібен час, принаймні декілька діб. Попри негативний результат тесту, людина може переносити коронавірус і бути джерелом зараження для інших.
Лабораторний тест — це тест полімеразної ланцюгової реакції (ПЛР). Для його визначення робиться забір слизу з дихальних шляхів та передача його до спеціалізованої лабораторії. Такий тест є точнішим, оскільки виявляє генетичний матеріал вірусу (РНК).

## Заходи з протидії

### Засідання ВООЗ
Скликане 22 січня 2020 року засідання Міжнародного комітету ВООЗ із питань надзвичайних ситуацій у сфері охорони здоров'я, яке мало виробити рекомендації для Генерального директора ВООЗ стосовно можливості оголошення надзвичайної ситуації в галузі міжнародної охорони здоров'я, не дійшло згоди стосовно такого рішення. Вирішено, що наразі це не є необхідним через адекватні протиепідемічні дії особливо з боку влади та медичних організацій Китаю, невизначеність активності способу передавання вірусу від людини до людини. Таке рішення може бути відкладено до наступного засідання комітету, який може зібратися в режимі відеоконференції через 10 днів або раніше в залежності від прогресу ситуації чи від розпорядження Генерального директора.
Через необхідність оцінки розвитку епідемії в світі ВООЗ скликала на 30 січня 2020 року чергове засідання Міжнародного комітету ВООЗ із питань надзвичайних ситуацій у сфері охорони здоров'я. Після засідання Комітету Генеральний директор ВООЗ узяв до відома його рішення і оголосив спалах нової коронавірусної інфекції, спричиненої коронавірусом 2019-nCoV, надзвичайною ситуацією в галузі міжнародної охорони здоров'я та видати цю пораду як Тимчасові рекомендації згідно з Міжнародних медико-санітарних правил 2005 року. ВООЗ також запропонувала внести до ММСП 2005 року попередню назву хвороби «2019-nCoV acute respiratory disease» (гостра респіраторна хвороба, яку спричинює коронавірус 2019-nCoV).

### Пандемічна мережа постачань
ВООЗ у співпраці зі Всесвітнім економічним форумом створила державно-приватне об'єднання під назвою «Пандемічна мережа постачань (PSCN)». Це ринкова мережа прагне забезпечити платформу для обміну даними, прозорості ринку та оперативної координації. 29 січня 2020 року PSCN провела першу з декількох телеконференцій із понад 30 організаціями приватного сектора та 10 багатосторонніми організаціями для розробки ринкової спроможності та оцінки ризику для засобів індивідуального захисту (ЗІЗ). Ця оцінка буде використана як основа для узгодження світового попиту на ЗІЗ із світовою пропозицією. Очікується, що оцінка ринку та ризику для ЗІЗ буде завершена до 5 лютого 2020 року.

### Евакуація іноземців з Уханя
Громадяни іноземних держав, що перебували в Уханю під час спалаху епідемії були евакуйовані. Першими евакуацію здійснили В'єтнам 24—27 січня і США — 28 січня.
Україна евакуювала 73 громадян лише 20 лютого, при цьому плани української влади розмістити евакуйованих у медичному центрі в Нових Санжарах спровокували акції протесту місцевих жителів і сутички з поліцією.

### Постраждалі внаслідок заходів протидії
Внаслідок обмежувальних заходів, зокрема обмеження пересування, чимало людей не змогли вчасно отримати медичну допомогу. Зокрема:
- За даними організації Marie Stopes International мільйони жінок у всьому світі втратили доступ до протизаплідних засобів і послуг щодо переривання вагітності через коронавірус. За пів року в 37 країнах послуги з планування сім'ї та контрацепції отримали майже на 2 млн жінок менше, ніж торік за такий період. В Індії ця проблема торкнулася найбільшу кількість жінок — 1,3 млн[247][248].
- На думку Євгена Комаровського величезна кількість людей, які не змогли вчасно отримати допомогу, перенесуть інфаркти, замість того щоб вчасно отримати необхідні ліки, зароблять гіпертонічний криз і інсульти після цих кризів і на все життя залишаться інвалідами[249].

### Вакцинація
Із грудня 2020 розпочалася вакцинація населення.
25 лютого 2021 року в Україні розпочалася масова вакцинація. На Чернігівщині і Черкащині вакцинування розпочалося ще 24 лютого, коли було вакциновано 80 медиків.
2 березня 2021 року Президент України Володимир Зеленський зробив щеплення вакциною AstraZeneca.
Опитування соціологами у серпні 2021 року (Фонд «Демократичні ініціативи» ім. Ілька Кучеріва спільно з Центром політичної соціології за фінансової підтримки уряду Великої Британії) показало, що понад 56 % українців, заявили що не мають наміру робити щеплення від коронавірусу і вважають, ніби можна захиститися від коронавірусу лише миючи руки і дотримуючись відстані. Ці показники одні з найвищих у світі порівняно з сусідніми державами, де наявні дані таких опитувань. Лише 23,4 % опитаних українців, вважали вакцинацію дієвим засобом захисту від коронавірусу.

### Мандат на вакцинацію
24 грудня 2021 Еквадор зробив вакцинація проти COVID-19 обов'язковою для населення віком від 5 років і старше, крім тих, що мають медвідвід. При цьому близько 77 % населення Еквадору вже повністю вакциновано.
На кінець 2021 аналогічні мандати мали Індонезія, Мікронезія, Туркменістан та Таджикистан. Очікується, що Німеччина та Австрія приєднаються до цього списку у новому році.

## Історико-статистичні дані
Поширення по світу відповідно до даних Центру системної науки і техніки ім. Джонса Гопкінса. Таблиця з щоденним оновленням по усіх країнах.
Анімація глобального поширення з 12 січня по 29 лютого 2020 року

### Кількість випадків
| Кількість | всього виявлено | нових виявлено | всього смертей | нових смертей | всього видужало | нових видужало | всього вибуло | нових вибуло | поточна летальність | ймовірна летальність | умовно хворіють | зміна   |
| --- | --------------- | -------------- | -------------- | ------------- | --------------- | -------------- | ------------- | ------------ | ------------------- | -------------------- | --------------- | ------- |
| 02.08.2020 | 18 232 846      | 221 123        | 692 448        | 4 430         | 11 462 383      | 138 271        | 12 154 831    | 142 703      | 5.70 %              | 3.80 %               | 6 078 015       | +81 736 |
| 01.08.2020 | 18 008 407      | 255 699        | 688 016        | 5 601         | 11 324 112      | 169 004        | 12 012 128    | 174 627      | 5.73 %              | 3.82 %               | 5 996 279       | +81 072 |
| 31.07.2020 | 17 752 708      | 289 149        | 682 393        | 6 429         | 11 155 108      | 224 262        | 11 837 501    | 230 761      | 5.76 %              | 3.84 %               | 5 915 207       | +58 727 |
| 30.07.2020 | 17 463 220      | 287 063        | 675 968        | 6 427         | 10 930 772      | 241 248        | 11 606 740    | 247 640      | 5.82 %              | 3.87 %               | 5 856 480       | +38 020 |
| 29.07.2020 | 17 177 560      | 290 459        | 669 570        | 7 034         | 10 689 530      | 237 959        | 11 359 100    | 254 346      | 5.89 %              | 3.90 %               | 5 818 460       | +48 150 |
| 28.07.2020 | 16 884 064      | 247 856        | 662 472        | 5 580         | 10 451 282      | 224 676        | 11 113 754    | 231 189      | 5.96 %              | 3.92 %               | 5 770 310       | +16 948 |
| 27.07.2020 | 16 635 927      | 218 307        | 656 083        | 4 200         | 10 226 482      | 183 547        | 10 882 565    | 188 168      | 6.03 %              | 3.94 %               | 5 753 362       | +37 280 |
| 26.07.2020 | 16 410 479      | 221 260        | 651 877        | 4 303         | 10 042 520      | 135 042        | 10 694 397    | 139 367      | 6.10 %              | 3.97 %               | 5 716 082       | +81 468 |
| 25.07.2020 | 16 189 644      | 258 230        | 647 598        | 5 713         | 9 907 432       | 190 688        | 10 555 030    | 196 355      | 6.14 %              | 4.00 %               | 5 634 614       | +61 875 |
| 24.07.2020 | 15 931 414      | 288 997        | 641 885        | 6 199         | 9 716 790       | 186 680        | 10 358 675    |              | 6.20 %              | 4.03 %               | 5 572 739       |         |
| |                 |                |                |               |                 |                |               |              |                     |                      |                 |         |
| 05.07.2020 | 11 550 542      | 175 499        | 536 445        | 3 572         | 6 531 107       | 97 176         | 7 067 552     | 100 748      | 7.59 %              | 4.64 %               | 4 482 990       | +74 751 |
| 04.07.2020 | 11 375 043      | 189 687        | 532 873        | 4 500         | 6 433 931       | 141 408        | 6 966 804     | 145 909      | 7.65 %              | 4.68 %               | 4 408 239       | +46 558 |
| 03.07.2020 | 11 182 576      | 209 028        | 528 372        | 5 170         | 6 292 523       | 157 251        | 6 820 895     | 162 381      | 7.75 %              | 4.72 %               | 4 361 681       | +47 279 |
| 02.07.2020 | 10 972 916      | 208 860        | 523 242        | 5 155         | 6 135 272       | 200 278        | 6 658 514     | 205 462      | 7.86 %              | 4.77 %               | 4 314 402       | -27 708 |
| 01.07.2020 | 10 795 162      | 196 963        | 518 058        | 4 847         | 5 934 994       | 132 758        | 6 453 052     | 137 605      | 8.03 %              | 4.80 %               | 4 342 110       | +59 358 |
| Примітки - 1. 2. 3. 4. 5. 6. Причому, після закінчення спалаху захворювання реальна летальність за фактом виявиться десь між «поточна летальність» і «ймовірна летальність» на історичні дати. Більш того, після закінчення спалаху захворювання, в момент коли кількість «умовно хворіють» стане рівним нулю, значення «поточна летальність» на той день буде дорівнює значенню «ймовірна летальність», оскільки «всього вибуло», очевидно, стане одно «всього виявлено». |                 |                |                |               |                 |                |               |              |                     |                      |                 |         |

- Кількість випадків у червні 2020 року
- Кількість випадків у травні 2020 року
- Кількість випадків у квітні 2020 року
- Кількість випадків у березні 2020 року
- Кількість випадків у лютому 2020 року
- Кількість випадків у січні 2020 року

### Надлишкова смертність
У багатьох країнах світу спостерігалася надлишкова смертність у ті періоди пандемії, коли були піки захворюваності. Так, в Україні надлишкова смертність за 2020 рік склала 35 тис. осіб. Це при тому, що у 2019 році померли 581 тисяча українців, у 2020—616 тисяч. Найбільша надлишкова смертність в Україні спостерігалася восени-взимку 2020 року. У листопаді за місяць померло на 17 тисяч більше людей, ніж у середньому за п'ять попередніх років. У грудні у деяких регіонах смертність перевищила показники останніх п'яти років у 3—4 рази — у Київській, Дніпропетровській, Тернопільській областях. Хоча офіційна статистика із смертності від Ковід-19 дає цифру у 18 тис. смертей, реальна може складати 40—60 за даними НАН. Причинами такого становища є відкладання меддопомоги (скасування операцій, відвідування лікарів, лікарень тощо) і переведення лікарень та персоналу на лікування саме хворих на коронавірус.

## У культурі

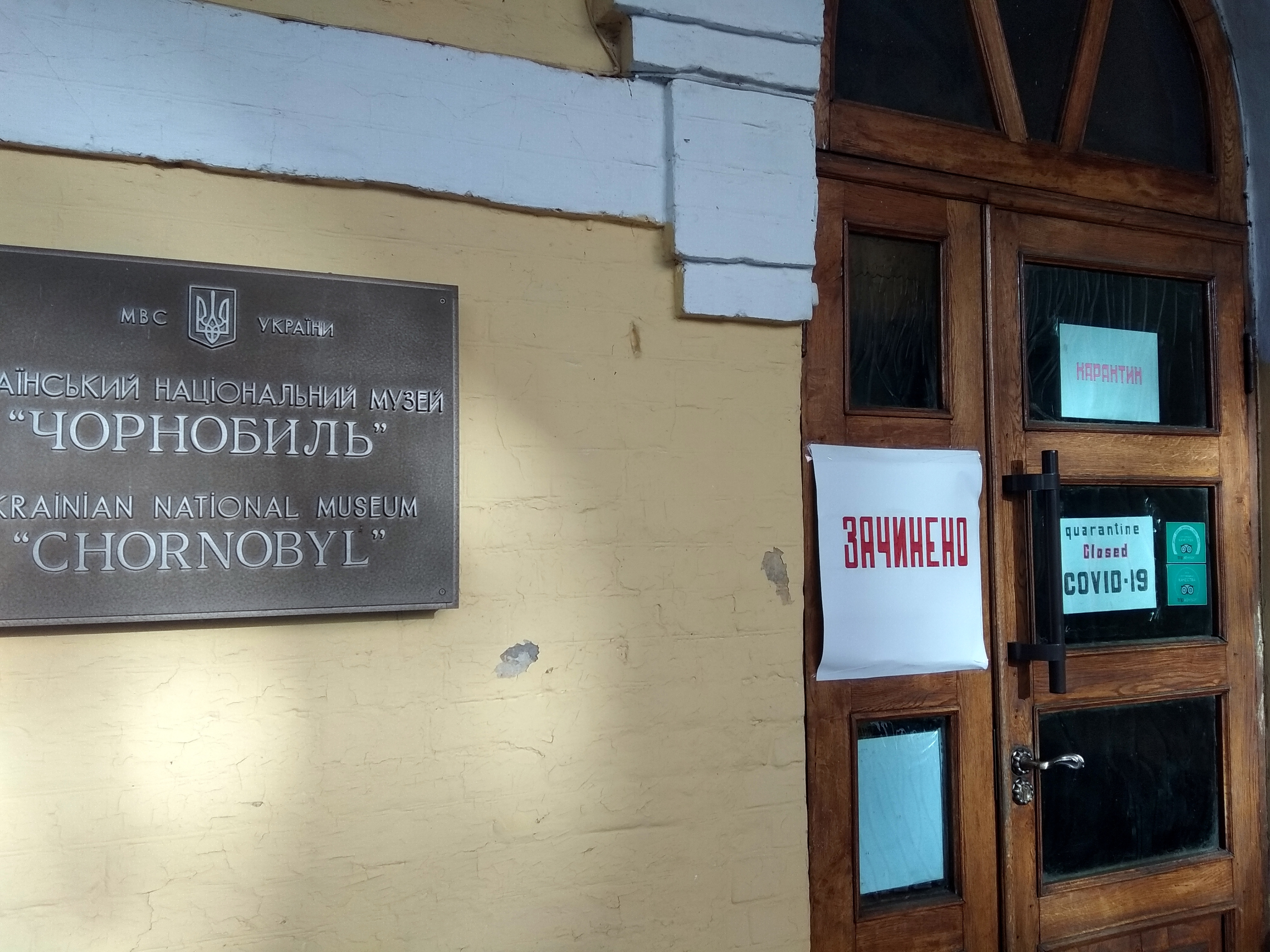
Музей «Чорнобиль» зачинений на карантин

Сфера культури зазнала значних збитків через пандемію. Задля зменшення ризику зараження, численні публічні місця культурної спадщини, музеї, бібліотеки, виставки були обмежені до відвідування чи й цілком закриті. Натомість багато музеїв по світу організували віртуальні екскурсії через інтернет.
Також було скасовано численні спортивні заходи, фестивалі й концерти, конференції та покази мод. Олімпійські ігри в Токіо було перенесено на 2021 рік, мистецький фестиваль «Burning Man» змінив формат на віртуальний, була перенесена 74-та церемонія вручення премії «Тоні» та «iHeartRadio Music Awards», Каннський кінофестиваль, музичний та мистецький фестиваль «Bonnaroo», спортивні змагання NBA, NHL, LPGA, PGA та MLB, Чемпіонат світу з легкої атлетики в приміщенні, виставку технологій EmTech Asia, саміт Google News Initiative Global. Вперше скасувався фестиваль «Євробачення» і виставка відеоігор E3, перенеслася на пізнішу дату Game Developers Conference. Крім того було припинено чи обмежено відвідування численних християнських культових споруд. Далай Лама скасував публічні заходи за своєю участю. Індустрія кінематографу через зачинення кінотеатрів зазнала значних збитків. Натомість пандемія позитивно вплинула на ринок мобільних відеоігор, що за рік зріс завдяки їй на рекордні 13,3 %.
Після початку пандемії увагу громадськості привернув роман «Очі темряви» (англ. The Eyes of Darkness) американського письменника-фантаста Діна Кунца. Він епізодично описав у романі вигаданий вірус «Ухань-400», що вирізнявся майже стовідсотковою смертністю та відсутністю ліків проти нього. В романі вірус було отримано в китайській лабораторії як біозброю та доставлено до США вченим-перебіжчиком. Втім, у первинній версії роману (1981 рік) вірус мав назву «Горки-400». Лише пізніше, у 1989 році, як данина закінченню холодної війни, у тогочасному виданні роману назву вірусу було змінено, втім навіть у тому виданні описані у романі симптоми та наслідки дії вірусу суттєво відрізнялися від COVID-19.

## Економічні наслідки
Відповідно до звіту органу ООН з туризму, Пандемія коронавірусу може обійтися світовому туристичному сектору у 2 трильйони доларів США втрачених доходів у 2021 році.

## Цікаві факти
- На честь карантину названо гриб Laboulbenia quarantenae[265].